# 존스둥근잎박쥐
존스둥근잎박쥐(Hipposideros jonesi)는 잎코박쥐과에 속하는 박쥐의 일종이다. 부르키나 파소와 코트디부아르, 기니, 라이베리아, 말리, 나이지리아, 시에라리온에서 발견된다. 자연 서식지는 아열대 또는 열대 기후 지역의 건조림과 건조 사바나, 습윤 사바나 지역, 건조 저지대 초원, 암반 지역, 동굴, 기타 동굴을 제외한 지하 서식지이다.